# Nivelleoffensiven
Nivelleoffensiven, även Andra slaget vid Aisne eller Tredje slaget i Champagne kallas det storanfall under första världskriget som genomfördes på västfronten 16 april-9 maj 1917 under ledning av den nye franske överbefälhavaren Robert Nivelle. Han avsåg att bryta igenom de tyska ställningarna med en brittisk stödoffensiv vid Arras och en stor fransk offensiv i Champagne. Offensiven misslyckades fullständigt, den franska arméns stridsmoral bröts allvarligt ned och Nivelle fick avgå.

## Planerna
Den efter Joseph Joffres avsked utsedde franske överbefälhavaren på västfronten, den tvåspråkige general Robert Nivelle, planerade en massiv offensiv mot Chemin des Dames-åsen i Champagne för att på så sätt "trycka in" den tyska utbuktningen mellan floderna Somme och Aisne. Tyskarna retirerade dock från denna utbuktning tidigt under våren mot den nybyggda Hindenburglinjen, vilket kullkastade Nivelles planer. Han var dock besluten att genomföra sin offensiv, som han lovade skulle vinna kriget till ett pris på högst 15 000 man. Franska armén skulle ensam genomföra offensiven, medan britterna gjorde avledande anfall i Arrassektorn.

## Slaget
Nivelle hade dragit samman över en miljon man, 3810 kanoner och mörsare samt 128 stridsvagnar, som fransmännen skulle använda för första gången. I två veckor hamrade det franska artilleriet på de tyska ställningarna, men tyskarna var förberedda och hade förstärkt sina ställningar så att de på vissa ställen var fyra linjer djupa. Dessutom hade de gott om reserver som kunde användas för motanfall. Det var tänkt att det franska artilleriet skulle genomföra en krypande spärreld under anfallet, men när fransmännen anföll kunde denna spärreld inte genomföras. Dessutom var det tyska taggtrådsnätet nästan intakt.
Fransmännens anfall den 16 april möttes av kraftig tysk moteld med kulsprutor och artilleri och fransmännen led kraftiga förluster, men lyckades säkra vissa inledande framgångar, däribland erövrandet av Juvincourt. Följande dag togs området vid Fort Condé men sedan började offensiven mattas av, bland annat därför att de flesta av de värdefulla stridsvagnarna sköts sönder innan de hade någon verkan och att artilleriunderstödet var bristande. När fransmännen intagit den första tyska linjen utsattes de för mördande artilleribombardemang av det tyska artilleriet, som var grupperat utanför de franska kanonernas räckvidd. Offensiven avbröts den 23 april på order från president Poincaré och den 9 maj upphörde de sista striderna.

## Förlusterna
Fransmännen hade under 25 dagars strider endast avancerat 500 meter till ett pris av 187 000 man i stupade, sårade och saknade, även om förlusterna var stora för fransmännen i slaget så var effekten på militären och för den franska befolkningen värre, ett resultat av detta blev myteri i den franska armén. Tyskarna hade förlorat 163 000 man, men hållit ställningarna och stod som segrare i detta slag. Nivelle som hade lovat få förluster och stora framgångar hade misslyckats totalt, och den 15 maj blev han ersatt med Philippe Pétain som fransk befälhavare.